# (2034) Bernoulli
(2034) Bernoulli es un asteroide que forma parte del cinturón de asteroides y fue descubierto por Paul Wild desde el Observatorio de Berna-Zimmerwald, Suiza, el 5 de marzo de 1973.

## Designación y nombre
Bernoulli se designó al principio como 1973 EE.
Más adelante fue nombrado en honor de los matemáticos suizos Jakob Bernoulli (1654-1705), Johann Bernoulli (1667-1748) y Daniel Bernoulli (1700-1782).

## Características orbitales
Bernoulli orbita a una distancia media del Sol de 2,246 ua, pudiendo acercarse hasta 1,842 ua y alejarse hasta 2,651 ua. Tiene una inclinación orbital de 8,554° y una excentricidad de 0,18. Emplea 1230 días en completar una órbita alrededor del Sol.